# アンデルソン・ダ・シウバ
ソニー・アンデルソン（Sonny Anderson）ことアンデルソン・ダ・シウバ・ニウマール（Anderson da Silva Nilmar, 1970年9月19日 - ）は、ブラジル・ゴイアス州・ゴイアトゥバ出身の元同国代表サッカー選手、現サッカー指導者。
清水エスパルス、浦和レッズ、読売クラブなどでプレーしたトニーニョは実兄である。

## 経歴

### クラブ
1992年にはスイス・スーパーリーグのセルヴェットFCに移籍し、1992-93シーズンには20得点を挙げてリーグ得点王と最優秀外国人賞を受賞した。1993-94シーズンにはシーズン前半戦だけで11得点を挙げ、最終的にチームはリーグ優勝を飾った。1994年1月、フランス・ディヴィジョン・アンのオリンピック・マルセイユに移籍し、1993-94シーズン後半戦だけで16得点を挙げたが、シーズン終了後には八百長問題でディビジョン・ドゥ（2部）への強制降格処分が下ったため、ASモナコに移籍すると、1996-97シーズンは21得点で得点王に輝き、1997-98シーズンには19得点でリーグ優勝に貢献した。1997年夏、スペイン・リーガ・エスパニョーラのFCバルセロナに移籍し、ルイス・エンリケやパトリック・クライファートらとポジション争いをした。1997-98シーズンはリーグ戦だけで10得点し、リーグとコパ・デル・レイの2冠を達成したが、1998-99シーズンは出場機会が減少した。
1999年夏、フランスで急成長を遂げていたオリンピック・リヨンに移籍した。移籍金は1800万ユーロ。1999-2000シーズンには23得点を挙げていきなり得点王のタイトルを獲得し、2001-02シーズンにも22得点で2シーズン連続の得点王に輝いた。同シーズンにはクラブ初のリーグ優勝を果たし、2002-03シーズンには2連覇を達成した。2003年夏にクラブを離れたが、オリンピック・リヨンはその後も優勝を重ね、2007-08シーズンまで7連覇を成し遂げている。33歳だった2003年、スペインのビジャレアルCFに移籍した。途中出場してわずか2分後に決勝点を決めたレアル・マドリード戦(1-0) 、89分に決勝点を決めたFCバルセロナ戦(2-1)、バレンシアCF戦(1-0)など、強豪相手に重要な得点をいくつも決め、UEFAカップではチームを準決勝に導いた。2004年8月にはビジャレアルCFのUEFAインタートトカップ優勝に貢献し、その後カタールのアル・ラーヤンSCに移籍した。2004-05シーズンにはカタール・スターズリーグの得点王となり、3ヶ国で得点王のタイトルを獲得した。アル・ガラファに在籍した後、2006年に現役引退した。

### 代表
1997年8月10日、韓国との親善試合でブラジル代表デビューした。1998年にフランスで開催された1998 FIFAワールドカップでは代表候補に残ったが、最終的に23人のメンバーからは落選した。2001年のFIFAコンフェデレーションズカップ2001でブラジル代表復帰を果たしたが、大会中に負傷してからは招集されることがなかった。計6試合に出場。

### 指導者
引退後、古巣オリンピック・リヨンのフォワードコーチに就任した。2007年6月11日にはスタッド・ジェルランで引退試合が開催され、友人たちや2001-02シーズンのリーグ優勝時のメンバーが顔をそろえた。
2011年、スイス・スーパーリーグのヌーシャテル・ザマックスのシーズン4人目の監督として就任したが、前任同様すぐに解任された。

## タイトル

### クラブ
- CRヴァスコ・ダ・ガマ
  - ブラジル全国選手権 (1) : 1989
- ASモナコ
  - ディヴィジョン・アン (1) : 1997-98
- FCバルセロナ
  - リーガ・エスパニョーラ (2) : 1997-98, 1998-99
  - コパ・デル・レイ (1) : 1997-98
  - UEFAスーパーカップ (1) : 1997
- オリンピック・リヨン
  - ディヴィジョン・アン (2) : 2001-02, 2002-03（2002-03シーズンの名称はリーグ・アン）
  - トロフェ・デ・シャンピオン (1) : 2002
  - クープ・ドゥ・ラ・リーグ (1) : 2000-01
- ビジャレアルCF
  - UEFAインタートトカップ (1) : 2004

### 個人
- スイス・スーパーリーグ 得点王 (1) : 1992-93
- スイス・スーパーリーグ 最優秀外国人選手賞 (1) : 1992-93
- ディヴィジョン・アン 得点王 (3) : 1995-96, 1999-2000, 2000-01
- ディヴィジョン・アン 最優秀選手賞 (1) : 1996-97
- カタール・スターズリーグ 得点王 (1) : 2004-05